# 桐蔭学園幼稚園
桐蔭学園幼稚園（とういんがくえんようちえん）は、神奈川県横浜市青葉区鉄（くろがね）町に所在する私立幼稚園。

## 概要
1969年（昭和44年）、創立。大半の園児は桐蔭学園小学校へ進学する。

## 沿革
- 1964年（昭和39年）4月 - 学校法人桐蔭学園設立。
- 1969年（昭和44年）4月 - 桐蔭学園幼稚部開設。
- 2020年4月 - 桐蔭学園幼稚園に改称。

## 建学の精神・校訓
建学の精神
- 社会連帯を基調とした、義務を実行する自由人たれ。
- 学問に徹し、求学の精神の持ち主たれ。
- 道義の精神を高揚し、誇り高き人格者たれ。
- 国を愛し、民族を愛する国民たれ。

校訓
- すべてのことに「まこと」をつくそう。
- 最後までやり抜く「強い意志」を養おう。

## 校章・学園歌

### 学校名、校章の由来
桐蔭学園の校章は、「五三の桐」である。桐には瑞鳥・鳳凰が宿るとされ、鳳凰が千里万里を天翔る前に、その力を養うのが桐樹の蔭である。これは、歴代理事長の母校である、旧制東京高等師範学校（東京教育大学を経た、現在の筑波大学）に因んだ校章となっている。

### 学園歌
学園内のそれぞれの学校の校歌は学園歌と呼称し1970年に制定された。
- 作詞：加藤楸邨
- 作曲：荒川よう

## 交通
- 東急田園都市線市が尾駅よりバス「桐蔭学園前」行き10分、終点下車
- 東急田園都市線青葉台駅よりバス「桐蔭学園前」行き10分、終点下車
- 東急田園都市線あざみ野駅よりバス「すすき野団地」行き・「虹が丘営業所」行き・「新百合ヶ丘駅」行き10分、「もみの木台」下車
- 東急田園都市線たまプラーザ駅よりバス「すすき野団地」行き20分、「もみの木台」下車
- 小田急線新百合ヶ丘駅よりバス「あざみ野駅」行き・「あざみ野ガーデンズ」行き25分、「もみの木台」下車
- 小田急線柿生駅よりバス「桐蔭学園前行き」・「市が尾駅行き」15分、終点または「桐蔭学園入口」下車
- JR横浜線中山駅よりバス「桐蔭学園前」行き45分、終点下車